# 운동에 대한 해부학 용어
이 문서는 운동에 대한 해부학 용어(anatomical terms of motion)를 설명한 문서이다. 인체 뼈 목록과 인체 근육 목록 등에서 뼈와 근육의 움직임을 설명할 때 쓰인다.
KMLE 의학검색엔진에서 "대한의협 의학용어 사전"과 "대한해부학회 의학용어 사전"을 검색할 수 있다.

## 일반적인 움직임

### 굽힘 및 폄
굽힘 flexion
발등굽힘; 등쪽굽힘 dorsiflexion
발바닥굽힘; 바닥쪽굽힘 plantar flexion
폄 extension
과다폄 hyperextension

### 벌림 및 모음
벌림(외전) abduction
모음(내전) adduction
수평 벌림 horizontal abduction
수평 모음 horizontal adduction

### 올림 및 내림
올림 elevation
내림 depression

### 돌림
돌림 rotation
가쪽돌림(외회전) lateral rotation; external rotation
안쪽돌림(내회전) medial rotation; internal rotation
위쪽 돌림 upward rotation
아래쪽 돌림 downward rotation

### 기타
휘돌림 circumduction

## 특수 움직임

### 발의 굽힘 및 폄
flexion, extension

### 손의 굽힘 및 폄
flexion, extension

### 엎침 및 뒤침
pronation, supination
엎침 pronation
뒤침 supination

### 안쪽들림 및 가쪽들림
inversion, eversion
안쪽들림; 안쪽번짐 inversion
가쪽들림; 가쪽번짐 eversion

### 기타
맞섬 opposition
물러섬; 물림 reposition
내밈 protraction; protrusion
들임 retraction; retrusion
조임 constriction
확대 dilatation

## 그림
굽힘(flexion), 폄(extension), 벌림(abduction), 모음(adduction), 휘돌림(circumduction), 돌림(rotation), 가쪽돌림(lateral rotation), 안쪽돌림(medial rotation)을 보여주고 있다.
손의 엎침(pronation)과 뒤침(supination)을 보여주고 있다. 발등굽힘(dorsiflexion)과 발바닥굽힘(plantarflexion), 그리고 안쪽들림(inversion)과 가쪽들림(eversion)을 보여주고 있다. 아래턱의 들임(retraction)과 내밈(protraction), 그리고 올림(elevation)과 내림(depression)을 보여주고 있다.

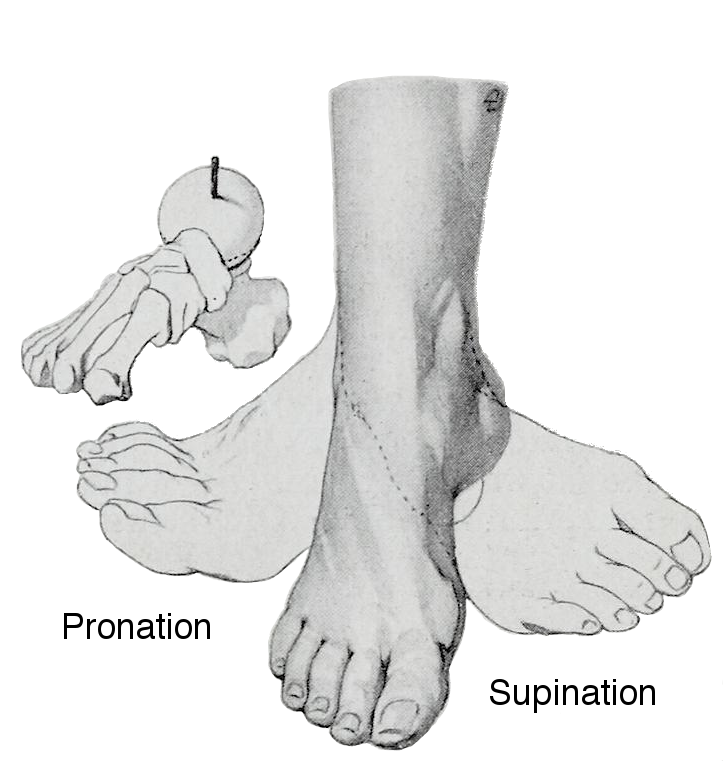
엎침(pronation)과 뒤침(supination)을 보여주고 있다.

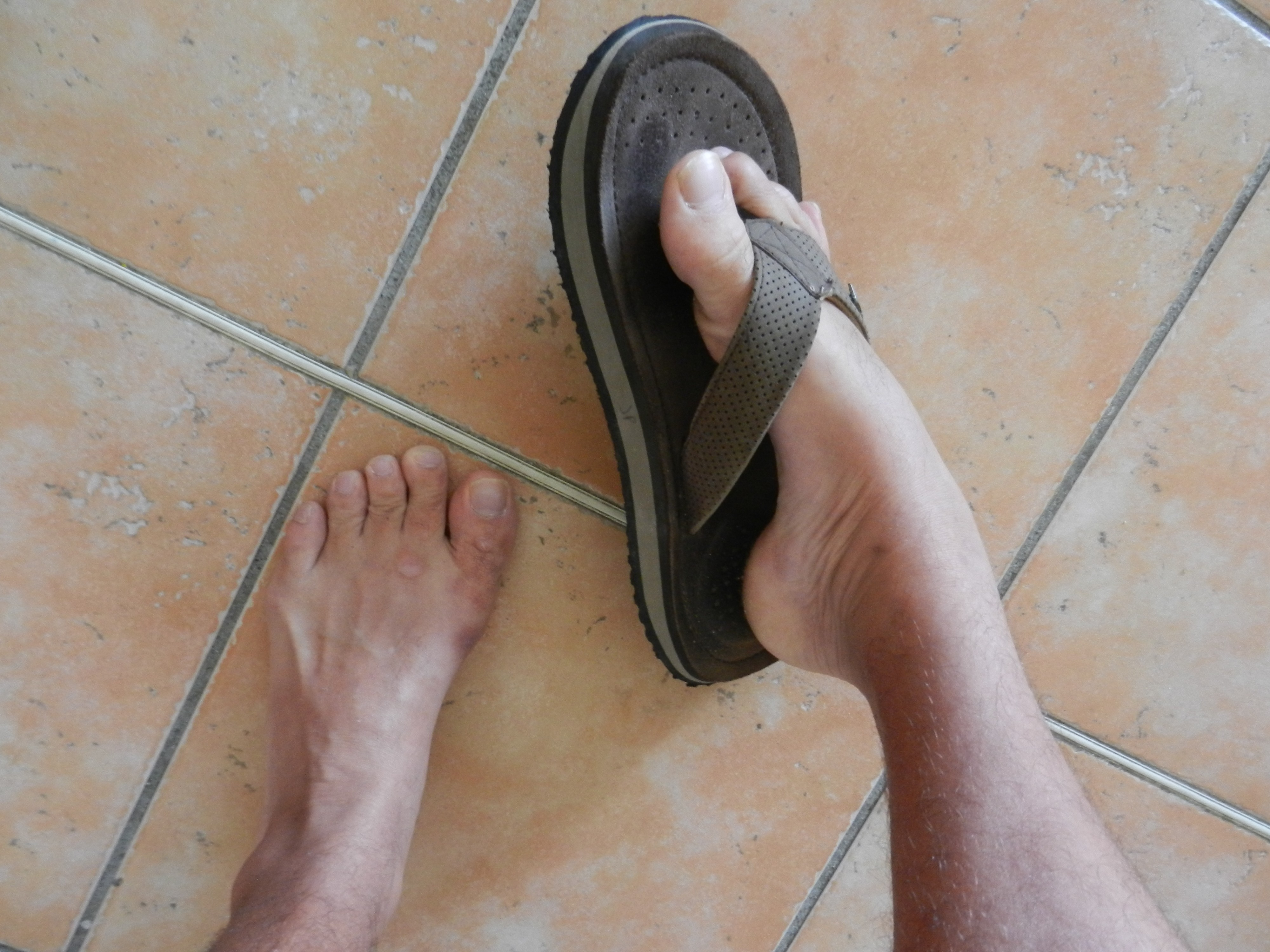
오른발의 안쪽들림(inversion)

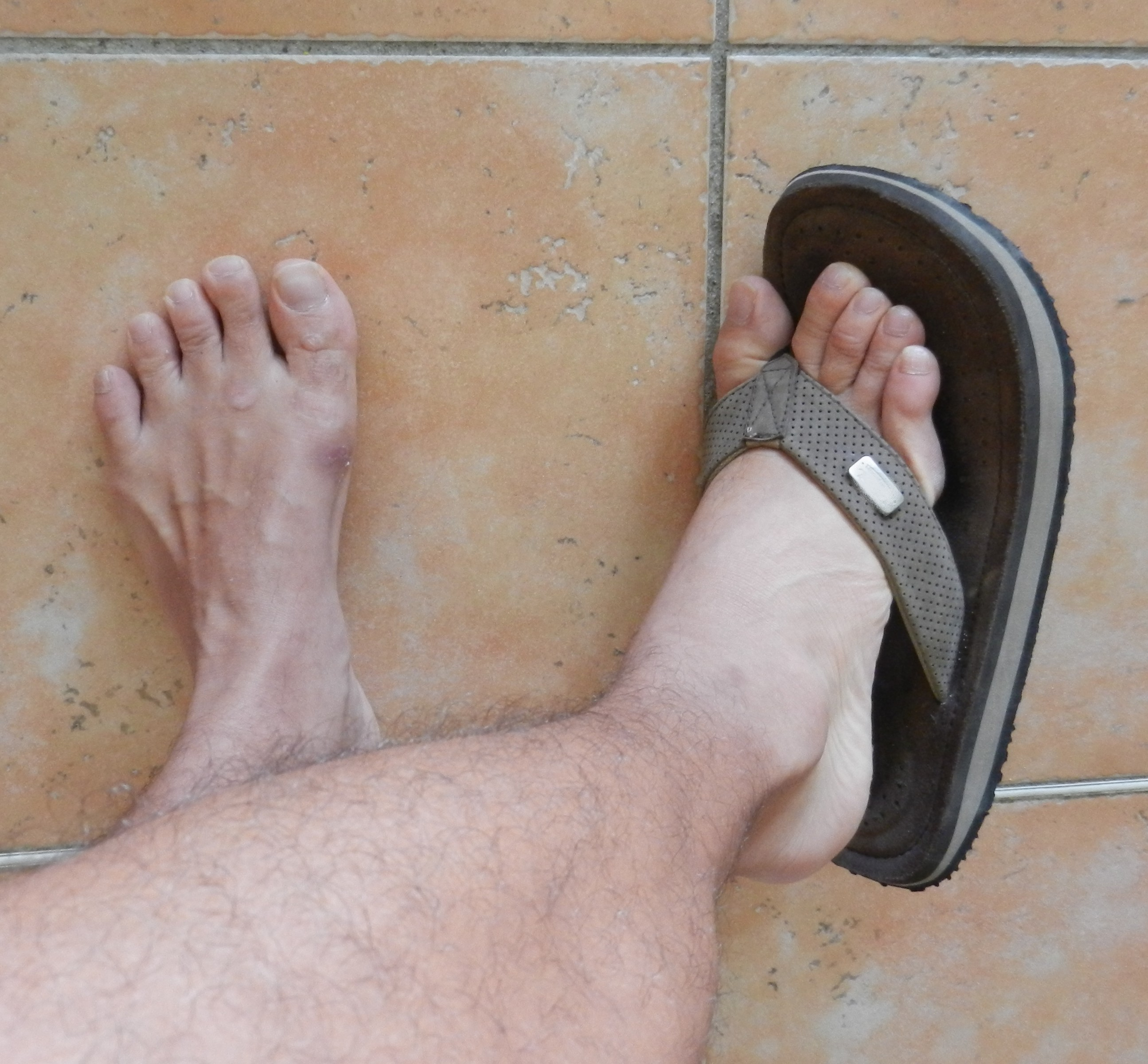
오른발의 가쪽들림(eversion)

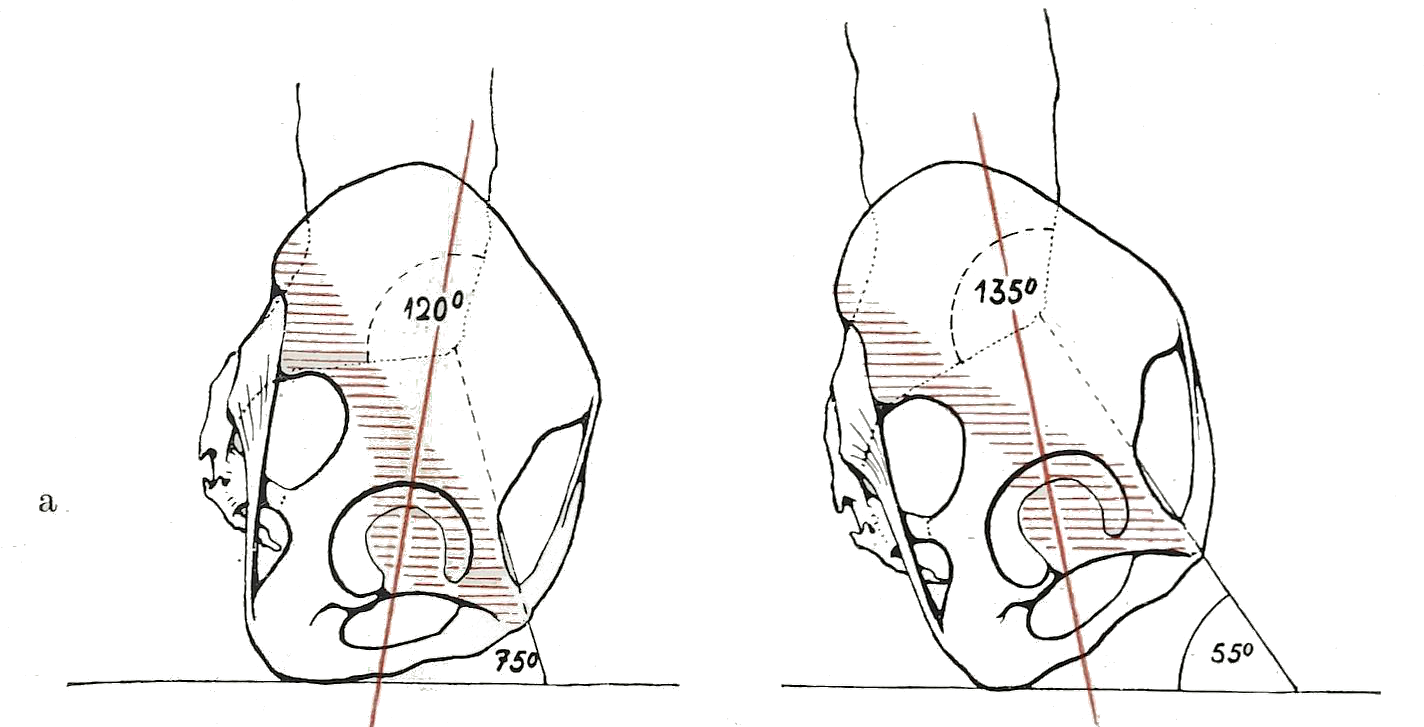
왼쪽의 nutation(숙임, 굽힘, 내려다봄)과 오른쪽의 counternutation

## 같이 보기
- 해부학 용어(Anatomical terminology)
- 위치에 대한 해부학 용어(Anatomical terms of location)
- 근육에 대한 해부학 용어(Anatomical terms of muscle)
- KMLE (의학검색엔진)